# Canada Act
De Canada Act 1982 werd in 1982 door het Britse parlement aangenomen, daarmee een einde makend aan de Britse controle over bepaalde aspecten van het staatsbestuur in Canada.
Nadat in 1931 het Statuut van Westminster van kracht werd, verkreeg Canada, net als andere Britse dominions als Australië en Nieuw-Zeeland, volledig zelfbestuur en werden in feite onafhankelijk van het moederland. Doordat er onenigheid bleef bestaan in Canada over hoe de Canadese grondwet kon worden gewijzigd bleef het Britse parlement tot 1982 het laatste woord houden over elke grondwetswijziging die door het Canadees Parlement was goedgekeurd. Aan deze situatie kwam op initiatief van de Canadese minister-president Pierre Trudeau een einde en op verzoek van Canada nam het Britse parlement vervolgens de Canada Act aan. Als onderdeel van deze wet was de Constitution Act 1982 opgenomen waarvan het Canadian Charter of Rights and Freedoms deel uitmaakt.
Tijdens een bezoek van koningin Elizabeth aan Canada werd op 17 april 1982 te Ottawa de Canada Act ceremonieel ondertekend.